# Pseudoacanthocereus
Pseudoacanthocereus F. Ritter – rodzaj sukulentów z rodziny kaktusowatych. Gatunki z tego rodzaju występują w Brazylii (Minas Gerais) i Wenezueli (Lara).

## Systematyka
Rodzaj bywa włączany do rodzaju Acanthocereus (Engelm. ex A. Berger) Britton & Rose.
Pozycja systematyczna według APweb (aktualizowany system APG III z 2009)
Należy do rodziny kaktusowatych (Cactaceae) Juss., która jest jednym z kladów w obrębie rzędu goździkowców (Caryophyllales)  i klasy roślin okrytonasiennych. W obrębie kaktusowatych należy do plemienia Pachycereeae, podrodziny Cacteoideae.
Pozycja w systemie Reveala (1993-1999)
Gromada okrytonasienne (Magnoliophyta Cronquist), podgromada Magnoliophytina Frohne & U. Jensen ex Reveal, klasa Rosopsida Batsch, podklasa goździkowe (Caryophyllidae Takht.), nadrząd  Caryophyllanae Takht., rząd goździkowce (Caryophyllales Perleb), podrząd Cactineae Bessey in C.K. Adams, rodzina kaktusowate (Cactaceae Juss.), rodzaj Pseudoacanthocereus F. Ritter.
Gatunki
- Pseudoacanthocereus brasiliensis (Britton & Rose) F. Ritter
- Pseudoacanthocereus sicariguensis (Croizat & Tamayo) N.P.Taylor

## Zagrożenia
Gatunek Pseudoacanthocereus brasiliensis został umieszczony przez IUCN w Czerwonej księdze gatunków zagrożonych z kategorią zagrożenia VU (narażony na wyginięcie).